# Juick
Juick — бесплатный сервис микроблогов, позволяющий пользователям отправлять небольшие текстовые заметки с помощью любого Jabber-клиента и комментировать их. Также есть возможность прикрепления к сообщениям изображений (в формате JPEG и PNG) или видеороликов (в форматах 3GP, AVI, M4V, MOV, MP4, WMV). Начал работу 22 октября 2008 года.
Отличается от аналогичных сервисов тем, что управление сообщениями (публикация, удаление, подписка/отписка от сообщений других пользователей) осуществляется исключительно при помощи Jabber-клиента — веб-интерфейс при этом играет второстепенную роль. На данный момент имеется возможность добавлять записи через веб-интерфейс, а также отвечать на комментарии. Есть и «классическая» подписка по RSS (в том числе для тех, кто не ведёт собственный микроблог).
Регистрация для ведения микроблога не требуется, достаточно добавить пользователя juick@juick.com в список контактов.
В декабре 2008 года подкаст Радио-Т назвал Juick самым инновационным сервисом микроблогинга. 3 мая 2009 года в эфире радиостанции «Эхо Москвы» данный сервис был назван самым оригинальным и выдающимся сервисом микроблогинга. Вместе с Twitter, отмечен в отчете компании Яндекс «Блогосфера Рунета, Весна 2009».

## Особенности
Juick можно полноценно пользоваться с помощью любого Jabber-клиента, в том числе и с клиентов для мобильных телефонов Bombus и Я.Онлайн, или через веб-сайт juick.com. Информация о пользователе берётся из vCard.
Существует ограничение на длину сообщения — 4096 символов. К текстовому сообщению можно добавить фотографию или видео, геометку.  Ответы (комментарии) к сообщению отображаются в виде списка, на одной странице с исходным сообщением и приходят в Jabber.
Имеется возможность кросспостинга (копирования текста записи) в Twitter, Facebook.
Все пользователи по умолчанию подписаны на сообщения пользователя @juick, на странице которого размещаются новости сервиса. Популярные сообщения рекомендуются ботом @top. Поддерживается ActivityPub и Fediverse.

## Похожие сервисы
- Twitter
- Jaiku

## Альтернативные сервисы
- BnW.im
- Point.im